# Jack Lockett
John Henry „Jack” Lockett (ur. 22 stycznia 1891 w Waanyarra, zm. 25 maja 2002 w Bendigo) – australijski weteran I wojny światowej, znany również z długowieczności. Dożył 111 lat i 123 dni, co przez 21 lat czyniło go najstarszym mężczyzną w historii Australii. Rekord ten 17 maja 2021 pobił Dexter Kruger (ur. 13 stycznia 1910). 
W 1916 roku zgłosił się na ochotnika do służby w 1 Australijskich Siłach Imperialnych, w latach 1916–1918 służył na froncie zachodnim. 

## Odznaczenia
- Order of Australia
- British War Medal
- Allied Victory Medal
- 80th Anniversary Armistice Remembrance Medal
- Centenary Medal
- Kawaler Legii Honorowej